# Jaylen Barford
Jaylen Maurice Barford (Jackson, Tennessee, 23 de enero de 1996) es un baloncestista estadounidense que pertenece a la plantilla del Pallacanestro Reggiana de la Lega Basket Serie A. Con 1,91 metros de estatura, juega en la posición de base. 

## Trayectoria deportiva

### Universidad
Barford comenzó su carrera universitaria en el Motlow State Community College, donde promedió 20,6 puntos, 7,1 rebotes, 5,1 asistencias y 2,4 robos de balón por partido como freshman. Fue elegido en el mejor quinteto de la TCCAA. En su temporada sophomore lideró a todos los jugadores de junior college del país, promediando 26,2 puntos por partido, siendo incluido en el mejor quinteto All-American de la NJCAA.
Tras esas dos exitosas temporadas fue transferido a los Razorbacks de la Universidad de Arkansas, donde jugó dos temporadas más, en las que promedió 15,6 puntos, 3,8 rebotes, 2,3 asistencias y 1,1 robos de balón por partido. En su última temporada fue incluido por los entrenadores en el mejor quinteto de la Southeastern Conference y en el segundo por Associated Press.

#### Estadísticas
| Año     | Equipo   | PJ | PT | MPP  | %TC  | %3P  | %TL  | RPP | APP | ROB | TPP | PPP  |
| ------- | -------- | -- | -- | ---- | ---- | ---- | ---- | --- | --- | --- | --- | ---- |
| 2016–17 | Arkansas | 36 | 30 | 25.4 | .438 | .266 | .752 | 3.8 | 2.0 | 1.2 | .2  | 12.8 |
| 2017–18 | Arkansas | 35 | 35 | 31.3 | .470 | .431 | .721 | 3.9 | 2.5 | 1.0 | .3  | 17.9 |
| Total   | Total    | 71 | 65 | 28.3 | .455 | .373 | .735 | 3.8 | 2.3 | 1.1 | .2  | 15.3 |

Estadísticas universitrarias sólo de sus dos años en Arkansas.

### Profesional
Tras no ser elegido en el Draft de la NBA de 2018, disputó las Ligas de Verano de la NBA con los Minnesota Timberwolves, promediando 3,5 puntos y 1,5 rebotes en dos partidos. en el mes de julio formó con los Charlotte Hornets para disputar la pretemporada, pero fue cortado en octubre, pasando a formar parte poco después de su equipo dilial en la G League, los Greensboro Swarm.
El 8 de febrero de 2021, se compromete con el Vanoli Cremona de la Lega Basket Serie A, la primera categoría del baloncesto italiano.
En la temporada 2021-22, firma por el B.C. Astana para disputar la Liga Nacional de Baloncesto de Kazajistán y la VTB League.
En febrero de 2022, firma por el Lokomotiv Kuban de la VTB League.
El 2 de agosto de 2024 se comprometió con el Pallacanestro Reggiana de la Lega Basket Serie A italiana.